# Равлик-монах чагарниковий
 Равлик-монах чагарниковий (Monacha fruticola (Krynicki, 1833)) — вид наземних молюсків класу Черевоногих (Gastropoda) підкласу легеневих (Pulmonata) родини кущанкових (Hygromiidae)

## Опис черепашки
У дорослих особин висота черепашки коливається переважно в діапазоні від 12 до 15 мм, ширина (діаметр) черепашки — від 14 до 20 мм. Має близько 6 обертів. Черепашка від притиснуто-конічної до кулястої, з конічним або дещо куполоподібним завитком. Стінки черепашки дуже тонкі та ламкі, сильно просвічують. Поверхня черепашки тонко радіально покреслена, на останньому оберті радіальні зморшки стають грубшими. На останньому оберті добре помітні численні хаотично розташовані дрібні вм'ятини («удари молотка»). Пупок вузький, проколоподібний, повністю відкритий або трохи прикритий відгорнутим колумелярним краєм устя. Черепашка однобарвна, світло-рогова, білувата або жовтувата.

## Розповсюдження
В Україні розповсюджений переважно в Криму. Відомі також окремі знахідки цього виду на Причорноморській низовині (Гураль-Сверлова, Гураль, 2012). Згадки щодо присутності M. fruticola в Малій Азії (Шилейко, 1978) можуть стосуватися інших представників роду Monacha (Hausdorf, 2000). Якщо це дійсно так, M. fruticola слід вважати ендемічним кримським видом, який розширює свій ареал за рахунок антропохорії.

## Екологія
Населяє широкий спектр біотопів — від відкритих ділянок і заростей чагарників до лісів.